# Centro de Estudios Históricos (España)
El Centro de Estudios Históricos se creó el 18 de marzo de 1910, como una más de las instituciones programadas por la Junta para Ampliación de Estudios e Investigaciones Científicas para el fomento y desarrollo de la cultura en una España que pretendía ponerse a la altura de Europa, siguiendo el programa de la Institución Libre de Enseñanza. Dirigido por Ramón Menéndez Pidal, al concluir la guerra civil española y dispersos en el exilio la mayor parte de sus directivos y componentes, fue desmantelado por el franquismo en 1939, y sus fondos pasaron al recién constituido CSIC.

## Historia
Entre el 18 de marzo y el 3 de junio de 1910, y siguiendo las orientaciones y recomendaciones de los responsables de la Junta para Ampliación de Estudios, el conde de Romanones, en ese momento ministro de Instrucción Pública y Bellas Artes de un gabinete liberal presidido por José Canalejas, continuó el proceso de creación de una serie de instituciones que serán fundamentales para la ciencia española, así: el Centro de Estudios Históricos, la Escuela Española en Roma de Arqueología e Historia, el Instituto Nacional de Ciencias Físico-Naturales y la Asociación de Laboratorios. También se pusieron en marcha la Residencia y el Patronato de Estudiantes, para que tanto universitarios como graduados e investigadores pudieran trasladarse al extranjero para ampliar conocimientos o mejorar su formación.
En un principio y hasta 1919, el CEH se instaló en el Palacio de la Biblioteca y Museos de Madrid, de donde pasó a la calle de Almagro, 26, y ya en 1931 ocupó el Palacio del Hielo, de la calle del Duque de Medinaceli, que el Estado había adquirido para tal fin en 1928. En 1935 se planeó trasladar el CEH a uno de los nuevos pabellones de la colina de los chopos, pero el estallido de la Guerra Civil frustró el proyecto.
A partir del impulso del CEH, se organizaron cursos para extranjeros en la Residencia de Estudiantes, y Menéndez Pidal y Pedro Salinas constituyeron en 1932 la Universidad de Verano de Santander, que heredaría la Universidad Menéndez Pelayo. Así mismo el CEH coordinó las relaciones e intercambio cultural con el exterior, en especial con América. El legado documental y monumental fruto de toda aquella gestión, la formación de archivos documentales y fotográficos (Fichero de Arte Antiguo), la gran colección de libros y revistas, ediciones críticas de clásicos o traducciones de obras extranjeras relevantes, o proyectos como el Laboratorio de Fonética de Tomás Navarro Tomás, se conservan en gran medida en el Centro de Humanidades que lleva el nombre de este último.

## Objetivos
En el decreto fundacional de 18 de marzo de 1910 se especifican cinco objetivos principales:
- 1.ª) Investigar las fuentes, preparando la publicación de ediciones críticas de documentos inéditos o defectuosamente publicados (como crónicas, obras literarias, cartularios, fueros, etc.), glosarios, monografías, obras filosóficas, históricas, literarias, filológicas, artísticas o arqueológicas.
- 2ª) Organizar misiones científicas, excavaciones y exploraciones para el estudio de monumentos, documentos, dialectos, folclore, instituciones sociales y, en general, cuanto pudiese ser fuente de conocimiento histórico.
- 3ª) Iniciar en los métodos de investigación un corto número de alumnos, haciendo que estos tomasen parte, cuando fuese posible, en las tareas enumeradas, para lo que se organizarían trabajos especiales de laboratorio.
- 4.ª) Comunicarse con los pensionados que, en el extranjero o dentro de España, hiciesen estudios históricos, para prestarles ayuda y recoger al mismo tiempo sus iniciativas, y preparar la labor de quienes deseasen proseguir sus investigaciones a su retorno.
- 5ª) Formar una biblioteca para los estudios históricos y establecer relaciones y cambio con análogos centros científicos extranjeros.

## Secciones
Si en 1910 fueron seis las secciones con las que se inició el CEH, entre 1914 y 1916 se alcanzó una cifra máxima de diez, que en 1919 se quedaron en cinco, las que prevalecerían hasta la conclusión de la guerra civil. La tarea fundamental de todas estas secciones fue la elaboración de estudios monográficos sobre distintas materias.

### Orígenes de la lengua española
El decreto donde se aprobaba su creación data del 18 de marzo de 1910. Bajo la dirección de Ramón Menéndez Pidal, inició su labor en 1910 y la mantendría después de 1919, aunque cambió su nombre en 1916 por el de Sección de Filología. Fue, sin duda, la sección con mayor número de colaboradores y la que mayor importancia alcanzó. En esta sección, Ramón Menéndez Pidal acumuló en torno a sí un conjunto de alumnos y discípulos que constituyeron una auténtica escuela filológica y en esta misma línea se expresó también Rafael Lapesa. Contó entre sus colaboradores a los filólogos que junto a Pidal se escalonan en las generaciones conocidas en la cultura española como del 98, de 1914, del 27 y del 36. Entre los principales trabajos que ocuparon a esta sección se encontraron las excursiones, la localización para una colección de documentos lingüísticos del siglo XI al XV, la elaboración a partir de 1915 y bajo la dirección de Américo Castro de un glosario de palabras contenidas en esos documentos, el desarrollo de un laboratorio de fonética experimental (cuya creación fue casi paralela a la de la sección) y en el que Tomás Navarro Tomás llevó a cabo varias investigaciones. Al mencionado Laboratorio de Fonética, dirigido por Tomás Navarro Tomás, se le suma en 1916 una sección de Folklore, que tenía por objetivo la recopilación de letras y músicas del Romancero español, la edición de cancioneros musicales y la realización de un estudio de conjunto sobre la música popular española.Las dos personas encargadas directamente del Archivo de la Palabra y las Canciones Populares fueron Tomás Navarro Tomás y el músico y folklorista Eduardo Martínez Torner.
También hubo estudios de historia literaria, teatro antiguo español, textos literarios de la Edad Media, y ediciones de textos hispanolatinos (desde 1914). No obstante, las actividades continuaron con trabajos de folclore (desde 1915-16) relacionados muchos de ellos con el rescate del Romancero, la elaboración de mapas geográfico-históricos de la España medieval (desde 1914), una Bibliografía general de la Lengua y Literatura españolas (desde enero de 1915). La sección también inició desde enero de 1915 una serie de breves cursos trimestrales sobre Lengua y Literatura española para extranjeros, colaborando en ellos Antonio García Solalinde, Américo Castro, Alfonso Reyes, Tomás Navarro Tomás, y Federico de Onís.
Pero, sin duda, la iniciativa que mayor relieve alcanzó fue la Revista de Filología Española, empezó a publicarse trimestralmente desde 1914, dirigiéndola Menéndez Pidal y colaborando de forma especial Américo Castro, Federico de Onís, Antonio García Solalinde, Alfonso Reyes, Tomás Navarro Tomás, y Justo Gómez Ocerín. En ella también participaron otras secciones del Centro, como arabista la de Julián Ribera y Miguel Asín Palacios, así como escritores españoles y extranjeros que no pertenecían al C.E.H. Los números de la revista se intercambiaron con los de otras muchas publicaciones españolas y extranjeras, tanto revistas como libros monográficos. La revista contaba con varios apartados: además de los artículos, tuvo una parte de reseñas y bibliografía, así como desde 1916 otras de notas breves y comunicaciones llamada “Miscelánea”. Por tanto, todas estas actividades hicieron que la sección de Menéndez Pidal adquiriese desde el comienzo un desarrollo que la permitió existir hasta los últimos años del Centro y convertirse en la más importante de todas las que se crearon a lo largo de la historia del mismo.

### Instituciones sociales y políticas de León y Castilla
Bajo la dirección de Eduardo de Hinojosa. Esta sección se creó en 1910 aunque, en 1914, siempre bajo la dirección de Hinojosa, cambió su nombre por el de Instituciones sociales y políticas de la Edad Media. Durante los primeros años acudieron como alumnos José Giner Pantoja, Pedro Longás Bartibás, Galo Sánchez, José María Ramos Loscertales, José María Vargas, Jesús Común, Cristóbal Pellejero y Claudio Sánchez Albornoz (quien posteriormente continuaría la labor de Hinojosa). No obstante, desde 1914 el único colaborador con Hinojosa en la sección fue Galo Sánchez. Se encargaron principalmente de recopilar e interpretar los fueros y las crónicas latinas medievales.

### Arqueología y arte medieval español
Bajo la dirección de Manuel Gómez-Moreno Martínez. Esta sección se creó en 1910 y continuó existiendo después de 1919. El número de colaboradores fue bastante más numeroso que en el caso anterior, destacando José Moreno Villa, Ramón Gil Miquel, Antonio Prieto Vives, Juan Cabré Aguiló, Mario González Pons, Eladio Oviedo, Francisco Antón, José Ramón Mélida, Pedro M. de Artiñano, Casto María del Rivero, Emilio Antón, Leopoldo Torres Balbás, Juan Chacón, Francisco Macho y Emilio Camps. Las actividades desarrolladas consistieron fundamentalmente en cursos sobre arte medieval y preparación de monografías ilustradas de iglesias medievales (en especial mozárabes) y otros vestigios. También hubo trabajos sobre Códices prerrománicos y decoración geométrica en el arte musulmán (con especial atención a la figura del lazo), así como investigaciones sobre arqueología musulmana y orígenes del Renacimiento en Castilla.

### Metodología de la Historia
Bajo la dirección de Rafael Altamira. Esta sección permaneció abierta desde 1910 hasta 1918 y funcionó a modo de seminario. Entre los principales colaboradores de Altamira se encuentran durante estos años Magdalena S. de Fuentes, Concepción Alfaya, Germán Lenzano, José Deleito y Piñuela, Rafael Gras, Eugenio López Aydillo, Lorenzo Luzuriaga, Enrique Pacheco, José María Ots y Joaquín Freyre Andrade. Las principales actividades consistieron en los trabajos comunes entre alumnos y director sobre investigación, metodología y bibliografía en Historia Contemporánea, la determinación de documentos y archivos, así como el estudio de cuestiones relativas a la enseñanza de la historia.